# Punta Giordani
Punta Giordani – szczyt w Alpach Pennińskich, części Alp Zachodnich. Leży w północnych Włoszech na granicy regionów Piemont i Dolina Aosty, blisko granicy ze Szwajcarią. Należy do masywu Monte Rosa. Sąsiaduje z Piramide Vincent. Szczyt można zdobyć ze schroniska Capanna Giovanni Gnifetti (3647 m). Szczyt góruje nad lodowcem Ghiacciaio di Indren.
Pierwszego odnotowanego wejścia dokonał Pietro Giordani 23 lipca 1801 r.